# Jouni Kaitainen
Jouni Mikael Kaitainen (ur. 9 czerwca 1980 w Lahti) – fiński kombinator norweski, brązowy medalista mistrzostw świata oraz dwukrotny medalista mistrzostw świata juniorów.

## Kariera
Pierwszy sukces w karierze Jouni Kaitainen osiągnął w 1999 roku, kiedy na mistrzostwach świata juniorów w Saalfelden zdobył indywidualnie srebrny medal, ulegając tylko swemu rodakowi Samppie Lajunenowi. Rok później, podczas mistrzostw świata juniorów w Štrbskim Plesie wspólnie z kolegami z reprezentacji zdobył złoty medal w sztafecie.
W Pucharze Świata zadebiutował 29 grudnia 1996 roku w Oberwiesenthal, gdzie zajął 39. miejsce w sprincie. W sezonie 1996/1997 punktował jeszcze pięciokrotnie, najlepszy wynik osiągając 5 stycznia 1997 roku w Schonach, gdzie był siedemnasty w konkursie rozgrywanym metodą Gundersena. W klasyfikacji generalnej zajął 48. miejsce. Najlepsze wyniki osiągnął w sezonie 2003/2004, który zakończył na osiemnastym miejscu. Pięciokrotnie plasował się w czołowej dziesiątce, ale na podium nie stanął. Swoje jedyne pucharowe podium wywalczył w poprzedni sezonie - 4 marca 2003 roku w Lahti był trzeci w Gundersenie.
Kaitainen startował także w zawodach Pucharu Świata B (obecnie Puchar Kontynentalny). W konkursach tego cyklu również raz stanął na podium - 2 grudnia 2001 roku w Vuokatti zajął trzecie miejsce. Sezon 2005/2006 ukończył na szóstej pozycji, a w klasyfikacji generalnej sezonu 2000/2001 był ósmy. Fin brał także w Letnim Grand Prix w kombinacji norweskiej, najlepiej spisując się w trzeciej edycji tego cyklu, kiedy w klasyfikacji końcowej zajął 26. miejsce.
Największy sukces w kategorii seniorów osiągnął podczas mistrzostw świata w Val di Fiemme w 2003 roku. Wspólnie z Hannu Manninenem, Jaakko Tallusem i Samppą Lajunenem wywalczył tam brązowy medal w sztafecie. Trzecie miejsce zajmowali już po skokach, tracąc około minuty do wyprzedzających ich Austriaków i Niemców. Straty do liderów nie odrobili, jednak obronili trzecią pozycję przed Norwegami. W startach indywidualnych był dziewiętnasty w Gundersenie, a w sprincie uplasował się dziewięć pozycji niżej. Najlepszy indywidualny wynik na zawodach tej rangi osiągnął na mistrzostwach świata w Sapporo w 2007 roku, gdzie w sprincie był czternasty. Blisko medalu był na rozgrywanych dwa lata wcześniej mistrzostwach świata w Oberstdorfie, gdzie wraz z kolegami był czwarty w sztafecie. W 2008 roku zakończył karierę.

## Osiągnięcia

### Mistrzostwa świata
| Miejsce | Dzień     | Rok  | Miejscowość   | Konkurencja           | Wynik zwycięzcy | Strata  | Zwycięzca       |
| ------- | --------- | ---- | ------------- | --------------------- | --------------- | ------- | --------------- |
| 19.     | 21 lutego | 2003 | Val di Fiemme | Gundersen K-95/15 km  | 37:54,2         | +2:26,4 | Ronny Ackermann |
| 3.      | 24 lutego | 2003 | Val di Fiemme | Sztafeta K-95/4x5 km  | 47:23,9         | +15,5   | Norwegia        |
| 28.     | 28 lutego | 2003 | Val di Fiemme | Sprint K-120/7,5 km   | 18:47,8         | +1:56,3 | Johnny Spillane |
| 4.      | 23 lutego | 2005 | Oberstdorf    | Sztafeta HS137/4x5 km | 49:45,5         | +1:09,5 | Norwegia        |
| 14.     | 23 lutego | 2007 | Sapporo       | Sprint HS134/7,5 km   | 17:40,2         | +1:57,5 | Hannu Manninen  |

### Mistrzostwa świata juniorów
| Miejsce | Dzień       | Rok  | Miejscowość   | Konkurencja         | Wynik zwycięzcy | Strata  | Zwycięzca         |
| ------- | ----------- | ---- | ------------- | ------------------- | --------------- | ------- | ----------------- |
| 2.      | 3 lutego    | 1999 | Saalfelden    | Gundersen K85/10 km | ?               | ?       | Samppa Lajunen    |
| 7.      | 25 stycznia | 2000 | Štrbské Pleso | Gundersen K90/15 km | 28:53,1         | +1:03,9 | Aleksiej Cwietkow |
| 4.      | 26 stycznia | 2000 | Štrbské Pleso | Sprint K90/7,5 km   | 12:14,9         | +8,3    | Petter Kukkonen   |
| 1.      | 27 stycznia | 2000 | Štrbské Pleso | Sztafeta K90/4x5 km | 56:52,3         | -       | -                 |

### Puchar Świata

#### Miejsca w klasyfikacji generalnej
- sezon 1996/1997: 48.
- sezon 1997/1998: 49.
- sezon 1998/1999: 41.
- sezon 1999/2000: 19.
- sezon 2000/2001: 63.
- sezon 2001/2002: 27.
- sezon 2002/2003: 18.
- sezon 2003/2004: 16.
- sezon 2004/2005: 28.
- sezon 2005/2006: 40.
- sezon 2006/2007: 40.
- sezon 2007/2008: 44.

#### Miejsca na podium chronologicznie
| Nr | Data          | Miejscowość | Konkurencja          | Wynik zwycięzcy | Pozycja | Strata  | Zwycięzca       |
| -- | ------------- | ----------- | -------------------- | --------------- | ------- | ------- | --------------- |
| 1. | 14 marca 2003 | Lahti       | Gundersen K120/15 km | 41:20,1         | 3.      | +1:23,5 | Ronny Ackermann |

### Puchar Kontynentalny

#### Miejsca w klasyfikacji generalnej
- sezon 1995/1996: 68.
- sezon 1996/1997: 23.
- sezon 1997/1998: 16.
- sezon 1998/1999: 19.
- sezon 2000/2001: 8.
- sezon 2005/2006: 6.
- sezon 2006/2007: 35.

#### Miejsca na podium chronologicznie
| Nr | Data           | Miejscowość | Konkurencja         | Wynik zwycięzcy | Pozycja | Strata | Zwycięzca        |
| -- | -------------- | ----------- | ------------------- | --------------- | ------- | ------ | ---------------- |
| 1. | 2 grudnia 2001 | Vuokatti    | Gundersen K90/15 km | ?               | 3.      | +13,3  | Mathieu Martinez |

### Letnie Grand Prix

#### Miejsca w klasyfikacji generalnej
- 1999: 28.
- 2000: 26.
- 2001: 38.
- 2002: 27.
- 2004: 60.
- 2007: 38.

#### Miejsca na podium chronologicznie
Kaitainen nigdy nie stał na podium indywidualnych zawodów LGP.